# Centre de loisirs Gérard-Philipe à Orly
Le centre de loisirs Gérard-Philipe est un bâtiment construit en 1969 sur la commune d’Orly (Val-de-Marne) par les architectes Jean et Maria Deroche et l'ingénieur Jean Prouvé.
Il a été gravement endommagé par un incendie le 22 octobre 2019 et n'est par conséquent plus visible aujourd'hui.

## Description
Le bâtiment préfabriqué est constitué d’une ossature métallique et remplissage de panneaux de métal plié avec isolant intégré. Les fenêtres à structure métallique comportent des vitrages en plexiglas. Les angles du bâtiment sont traités en plexiglas courbe assemblé sur les poteaux de structure par des joints d’étanchéité en caoutchouc.

La toiture débordante est habillée d'une sous face en lames de bois qui fait également office de plafond pour les pièces intérieures.
Selon un procédé fréquent dans les constructions de Prouvé, le bâtiment préfabriqué est assemblé sur un socle en béton brut qui abrite les services et équipements fonctionnels.

Le traitement expressionniste du socle fait ressortir l’escalier et les emmarchements bruts, allégeant par contraste la structure du bâtiment qui le surmonte.
Le bâtiment fait partie d'un périmètre de réhabilitation urbaine en travaux durant la période 2006-2010.
|  |  |  |

## Localisation
Le centre est situé au 2 avenue de la Victoire à Orly.